# 5106 Mortensen
5106 Mortensen (1987 DJ) là một tiểu hành tinh vành đai chính được phát hiện ngày 19 tháng 2 năm 1987 bởi P. Jensen ở Brorfelde.